# Yumi Fujimori
 (avril 2022).
Si vous disposez d'ouvrages ou d'articles de référence ou si vous connaissez des sites web de qualité traitant du thème abordé ici, merci de compléter l'article en donnant les références utiles à sa vérifiabilité et en les liant à la section « Notes et références ».
Yumi Fujimori est une actrice franco-japonaise née en 1953.  
Active dans le doublage, elle est la voix française régulière de Sandra Oh, Maggie Q, Ming-Na ou encore Kelly Hu et Rosalind Chao.
Elle a été formée à l'ENSATT et au Conservatoire national supérieur d'art dramatique.

## Théâtre
- 1978 : Le Pont japonais de Leonard Spigelgass, mise en scène Gérard Vergez, Théâtre Antoine
- 1983 : Le Maître et Marguerite de Mikhaïl Boulgakov, mise en scène d'Andrei Serban, Théâtre de la Ville
- 1988 : Tokyo de Jean Pérol, mise en scène de Nicolas Bataille, Théâtre de la Huchette
- 2009 : Phèdre de Jean Racine, mise en scène de Gilbert Ponte.
- 2004 - 2011 : Cannibales de José Pliya, mise en scène de Jacques Martial, création au Théâtre national de Chaillot en 2004, Festival d'Avignon off en 2011

## Filmographie

### Cinéma
- 1984 : Paroles et Musique, d'Élie Chouraqui : la standardiste
- 1987 : Sécurité publique, de Gabriel Benattar : Hiroko
- 2011 : Mon pire cauchemar, d'Anne Fontaine : traductrice

### Télévision
- 1981 : Le pont japonais, de Jacques Duhen : Mme Ayako
- 1990 : La mujer de tu vida: La mujer oriental, de Miguel Hermoso
- 1991 : Le Voyageur, de René Manzor : mai Jan
- 1996 : L'ex, de Patrick Jamain : Setsuko
- 2014 : Origines : Kim Darcourt

## Doublage
Sources : RS Doublage et Doublage Séries Database

### Cinéma

#### Films
- Maggie Q dans (8 films) : 
  - Die Hard 4 : Retour en enfer (2007) : Mai
  - Priest  (2011) : la prêtresse
  - Divergente (2014) : Tori
  - Divergente 2 : L'Insurrection (2015) : Tori
  - Divergente 3 : Au-delà du mur (2016) : Tori
  - Nightmare Island (2020) : Gwen
  - La Protégée (2021) : Anna Dutton
  - The Family Plan (2023) : Gwen

- Sandra Oh dans (7 films) : 
  - Princesse malgré elle (2001) : la principale Gupta
  - Dancing at the Blue Iguana (2001) : Jasmine
  - Sous le soleil de Toscane (2003) : Patti
  - Sideways (2004) : Stephanie
  - Defendor (2010) : Dr Ellen Park
  - Tammy (2014) : Susanne
  - Quiz Lady (en) (2023) : Jenny Yum

- Michelle Yeoh dans (6 films) : 
  - Morgane (2016) : Dr Lui Cheng
  - Last Christmas (2019) : Noëlle
  - Shang-Chi et la Légende des Dix Anneaux (2021) : Jiang Nan
  - Everything Everywhere All at Once (2022) : Evelyn Wang
  - Mystère à Venise (2023) : Joyce Reynolds
  - Wicked (2024) : Madame Moribble

- Joan Chen dans :
  - Entre ciel et terre (1993) : Mama
  - Terrain miné (1994) : Liles
  - Judge Dredd (1995) : Dr Ilsa Hayden

- Hong Chau dans :
  - Le Menu (2022) : Elsa
  - Kinds of Kindness (2024) : Sarah / Sharon / Aka
  - The Instigators (2024) : Dr Donna Rivera

- Gong Li dans : 
  - Miami Vice : Deux flics à Miami (2006) : Isabella
  - Mulan (2020) : Xian Lang

- Rosalind Chao dans : 
  - Dix-sept Ans de captivité (2015) : Dr Andrews
  - Lilly et l'Oiseau (2021) : Fawn

- 1993 : Soleil levant : Jingo Asakuma (Tia Carrere)
- 1993 : Le Club de la chance : Suyuan Woo (Kieu Chinh)
- 1994 : Double Dragon : Satori Imada (Julia Nickson-Soul)
- 1995 : Crying Freeman : Lady Hanada (Yōko Shimada)
- 1997 : Spice World, le film : Nicola (Naoko Mori)
- 1997 : L'Idéaliste : Tammy (Johnetta Shearer)
- 1997 : Zeus et Roxanne : Mary Beth Dunhill (Kathleen Quinlan)
- 1999 : Les Rois du désert : Adriana Cruz (Nora Dunn)
- 2000 : Tigre et Dragon : Jade la hyène (Cheng Pei-pei)
- 2002 : Compte à rebours mortel : Lopez (Angela Alvarado)
- 2003 : X-Men 2 : Yuriko Oyama (Kelly Hu)
- 2004 : Amour et Amnésie : la dentiste (Jackie Titone)
- 2004 : Le Jour d'après : Janet Tokada (Tamlyn Tomita)
- 2004 : Le Tour du monde en quatre-vingts jours : le général Fang (Karen Joy Morris)
- 2004 : Alien vs. Predator : Superviseur (Liz May Brice (en))
- 2008 : L'Œil du mal : ? (?)
- 2009 : Meilleures Ennemies : Marissa (Hettienne Park)
- 2010 : Karaté Kid : ? (?)
- 2011 : Big Mamma : De père en fils : Mia (Michelle Ang)
- 2012 : Prometheus : Ford (Kate Dickie)
- 2013 : Underworld : Nouvelle Ère : Dr Lida Daniels (Sandrine Holt)
- 2014 : Ninja Turtles : Karai (Minae Noji (en))
- 2016 : Deadpool de Tim Miller : l'oncologiste (Donna Yamamoto)
- 2016 : Miles Ahead : ? (?)
- 2016 : Les Animaux fantastiques : Mme Ya Zou (Gemma Chan)
- 2016 : Passengers : l'institutrice hologramme (Julee Cerda)
- 2016 : Ninja Turtles 2 : Karai (Brittany Ishibashi)
- 2017 : Bright : le sergent Ching (Margaret Cho)
- 2018 : Guardians of the Tomb : Jia (Li Bingbing)
- 2018 : Crazy Rich Asians : Kerry Chu (Tan Kheng Hua (en))
- 2019 : L'Oiseau-tempête : Mme Kato (Akiko Iwase)
- 2020 : Peninsula : ? (?)
- 2020 : Books of Blood : Ellie (Freda Foh Shen (en))
- 2022 : She Said : Rowena Chiu (Angela Yeoh)
- 2023 : Amour à Taipei (en) : Tante Shu (Cindy Cheung (en))
- 2024 : Badland Hunters : Yeon-soo (Seong Byeong-sook)
- 2025 : The Amateur : ? (?)
- 2025 : Freaky Friday 2 : Encore dans la peau de ma mère : ? (?)

#### Films d'animation
- 1995 : Pocahontas : Une légende indienne : Nakoma
- 1998 : Pocahontas 2 : Un monde nouveau : Pocahontas[n 1]
- 2001 : Final Fantasy : Les Créatures de l'esprit : Aki Ross[n 2]
- 2002 : Mari Iyagi : voix additionnelles[5]
- 2005 : Barbie et le Cheval magique : Mayla la Reine des Nuages
- 2006 : Renaissance : Reparaz (création de voix)
- 2007 : Bee Movie : Drôle d'abeille : Jeanette Chung[n 3]
- 2018 : L'Île aux chiens : l'assistante scientifique Yoko-ono[n 4]
- 2022 : Alerte rouge : Ming Lee[n 5]
- 2022 : Avalonia, l'étrange voyage : Callisto Mal[n 6]
- 2025 : Amélie et la Métaphysique des tubes : Kashima-san (création de voix)

### Télévision

#### Téléfilms
- 2017 : Une mère malveillante : Suki (Ann Hu)
- 2021 : Avec toi pour Noël : Stacy (Ling Cooper Tang)
- 2021 : La Mort au premier virage : Dr Aronson (Anna Li)
- 2021 : Ensorcelée par Noël : Gayle Kingsley (Zoe Doyle)
- 2022 : Un héritage maudit : Lucy (Cory Lee (en))
- 2023 : Ivre au volant à 17 ans : Robin Summers (Chantal Jean-Pierre)

#### Séries télévisées
- Ming-Na dans (10 séries) :
  - Urgences (1999-2004) : Dr Jing-Mei « Deb » Chen (en) (2e voix, saisons 6 à 11)
  - New York, unité spéciale (2004) : Li Mei (saison 6, épisode 2)
  - Vanished (2006) : l'agent Lin Mei (13 épisodes)
  - Mon oncle Charlie (2007-2010) : Linda Harris (5 épisodes)
  - Private Practice (2008) : Kara Wei (saison 2, épisode 5)
  - Boston Justice (2008) : Ming Wang Shu (saison 5, épisode 8)
  - Stargate Universe (2009-2011) : Camile Wray (31 épisodes)
  - Eureka (2011-2012) : la sénatrice Michaela Wu (7 épisodes)
  - Marvel : Les Agents du SHIELD (2013-2020) : Melinda May (en) (136 épisodes)
  - Young Sheldon (2022) : Dr Carol Lee (saison 5, épisode 14)

- Sandra Oh dans (6 séries) :  
  - Grey's Anatomy (2005-2014) : Dr Cristina Yang (220 épisodes)
  - American Crime (2017) : Abby Tanaka (4 épisodes)
  - Killing Eve (2018-2022) : Eve Polastri (31 épisodes)
  - Directrice (2021) : la directrice Ji-Yoon Kim (mini-série)
  - Sandman (2022) : La Prophète / La Siamoise (voix - saison 1, épisode 11)
  - Le Sympathisant (2024) : Sofia Mori (mini-série)

- Rosalind Chao dans (4 séries) :
  - Star Trek : La Nouvelle Génération (1991-1992) : Keiko O'Brien (8 épisodes)
  - Star Trek: Deep Space Nine (1993-1999) : Keiko O'Brien (19 épisodes)
  - Shérifs à Los Angeles (2003-2004) : le lieutenant Maggie Chen (4 épisodes)
  - Newport Beach (2003-2006) : Dr Kim (6 épisodes)

- Maggie Q dans (4 séries) :
  - Nikita (2010-2013) : Nikita Mears (73 épisodes)
  - Stalker (2014-2015) : le lieutenant Beth Davis (20 épisodes)
  - Designated Survivor (2016-2019) : Hannah Wells (50 épisodes)
  - Bosch: Legacy (2025) : l'inspectrice Renée Ballard (saison 3, épisode 10)
  - Ballard : l'inspectrice Renée Ballard (10 épisodes)

- Gwendoline Yeo dans :
  - 24 Heures chrono (2005) : Melissa Rabb (saison 4, épisodes 20 et 21)
  - Desperate Housewives (2006) : Xiao-Mei (9 épisodes)
  - American Crime (2015) : Richelle (4 épisodes)

- Michelle Krusiec dans :
  - La Vie secrète d'une ado ordinaire (2010-2011) : Emily Cooperstein (6 épisodes)
  - Hawaii 5-0 (2016-2018) : Michelle Shioma (5 épisodes)
  - Hollywood (2020) : Anna May Wong (mini-série)

- Tamlyn Tomita dans :
  - Berlin Station (2016) : Sandra Abe (10 épisodes)
  - Good Doctor (2017-2019) : Dr Allegra Aoki (37 épisodes)
  - Monarch: Legacy of Monsters (2023) : Caroline (voix)

- Cindy Cheung (en) dans :
  - House of Cards (2016-2017) : Meredith Lee (saison 4, épisode 6 et saison 5, épisode 10)
  - New Amsterdam (2018-2020) : la juge Hayashi (4 épisodes)
  - Dying for Sex (2025) : Ann-Marie (mini-série)

- Emily Kuroda dans :
  - Gilmore Girls (2000-2007) : Mme Kim (43 épisodes)
  - Gilmore Girls : Une nouvelle année (2016) : Mme Kim (mini-série)

- Suzy Nakamura dans : 
  - Half and Half (2002-2006) : Tina (10 épisodes)
  - Go On (2012-2013) : Yolanda (22 épisodes)

- Jodi Long dans :
  - New York, unité spéciale (2002) : la directrice du centre (saison 4, épisode 16)
  - The Mandalorian (2023) : une seigneur de guerre (saison 3, épisode 7)

- Kelly Hu dans :
  - Boomtown (2003) : Rachel Durrell (saison 2, épisodes 1 et 2)
  - In Case of Emergency (2007) : Kelly Lee (13 épisodes)

- Yunjin Kim dans : 
  - Mistresses (2013-2016) : Dr Karen Kim (52 épisodes)
  - Money Heist : Korea – Joint Economic Area (2022) : Seon Woojin (6 épisodes)

- 2001-2002 : Amy : Andrea Solomon (Nia Long) (6 épisodes)
- 2002 : Division d'élite : Nora Chen (Lauren Tom) (6 épisodes)
- 2002 : New York, unité spéciale : Mme Chung (Christine Toy Johnson) (saison 4, épisode 4)
- 2002 : Disparition : Cynthia (Linda Ko) (mini-série)
- 2004 : Desperate Housewives : Dr Chang (Freda Foh Shen (en)) (saison 1, épisode 8)
- 2005-2006 : Commander in Chief : Laura (Hira Ambrosino) (6 épisodes)
- 2006 : Bones : Alexandra Combs (Sumalee Montano) (saison 1, épisode 20)
- 2006 : Ghost Whisperer : l'infirmière Heather (Karen Maruyama) (saison 1, épisode 4)
- 2006-2007 : Les Feux de l'amour : la juge Hannah Kang (Karen Lew) (3 épisodes)
- 2015-2017 : Sense8 : Mi-cha Bak (Kim Hye-hwa) (6 épisodes)
- 2016 : Penny Dreadful : Marjorie (Pandora Colin) (5 épisodes)
- 2018 : The First : Edith Hakari (Sharon Omi) (3 épisodes)
- 2020 : Sweet Home : Seon-Yeong (Stephanie Komure) (10 épisodes)
- 2021 : Même pas la peine (en) : la créancière (Kim Jae-hwa (en))
- 2022 : Plan de carrière : ? (?)
- 2022 : Mammifères (en) : Siobhan (Naoko Mori) (3 épisodes)
- 2023 : The Night Agent : Diane Farr (Hong Chau)
- 2023 : Mask Girl (en) : Yeong-hui [Qui ?]
- 2023 : Gen V : Kayla Li (Laura Kai Chen) (saison 1, épisode 3)
- 2023 : Un meurtre au bout du monde : Lu Mei (Joan Chen) (mini-série)
- 2023 : Dolores Roach (en) : Joy (Jean Yoon (en))
- 2024 : Tracker : Eden Cheong (Kit Koon)
- 2024 : Nautilus : Suyin (Ling Cooper Tang)

#### Séries d'animation
- 2007 : Afro Samurai : Okiku
- 2021 : La Cité des fantômes : Janet
- 2024 : Frieren : Serie

### Jeux vidéo
- 2005 : Jade Empire : Cai l’Érudite ; le docteur An et Aishi Triste-Lame
- 2005 : The Movies : voix off et la présentatrice de la cérémonie des récompenses
- 2005 : World of Warcraft : Célestine de la Moisson et des PNJ
- 2007 : Mass Effect : Khalisah Al-Jilani, Mahlen Collis, une journaliste et une Asari de Novéria
- 2009 : Dragon Age: Origins : Wynne
- 2009 : Halo Wars : Anders
- 2010 : Mass Effect 2 : IDA, l'intelligence artificielle du Normandy
- 2012 : Mass Effect 3 : IDA, l'intelligence artificielle du Normandy
- 2016 : Gears of War 4 : la Première ministre Mina Jinn
- 2016 : Lego Marvel's Avengers : l'agent Melinda May[n 2]
- 2017 : Dishonored : La Mort de l'Outsider : des fanatiques
- 2019 : Gears 5 : la Première ministre Mina Jinn
- 2020 : Ghost of Tsushima : voix additionnelles
- 2020 : Fuser : TK Sun
- 2022 : Overwatch 2 : la mère de Kiriko (dans le court-métrage "Kiriko")
- 2023 : Starfield : ?
- 2025 : Assassin's Creed Shadows : Dame Oichi